# Trás-os-Montes e Alto Douro

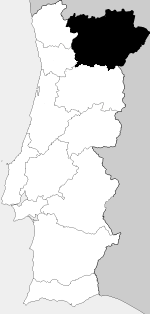
Trás-os-Montes e Alto Douro történelmi tartomány

Trás-os-Montes e Alto Douro (IPA: tɾaz-uʒ-'mõtɨʃ i 'aɫtu 'do(w)ɾu) Portugália történelmi tartománya az ország északkeleti sarkában.
A Douro folyó jobb (északi) partján a történelmi tartománynak két kerülete van, Vila Real és Bragança (ezek a Norte régióhoz tartoznak), illetve a déli parton Viseu és Guarda kerületek részei, amelyek a Centro régióhoz tartoznak.
A történelmi tartomány nevének jelentése: "Hegyekentúl és Felső-Douro". A név olyan hegyekre utal, mint a Marão, Alvão és a Gerês, amelyek elválasztják a tengerparti területeket a belső vidékektől. A hegyek okozta elszigeteltség miatt a régió szegény és ritkán lakott volt évszázadokig és az itt lakók gyakran vándoroltak a tengerparti területekre, vagy más európai országokba, mint például Franciaország.
A tartomány legfontosabb központjai Vila Real, Bragança, Chaves, Mirandela, Lamego, Peso da Régua, Miranda do Douro és Valpaços. Mind viszonylag kis város, kevesebb mint ötvenezer lakossal. A lakosság többsége hagyományosan kis falvakban él. Történetük jó részében ezekben a falvakban nagy volt a szegénység, mert elvágta őket a partvidéktől az, hogy nem voltak használható összekötő útjaik. Mára javultak a közlekedési lehetőségek, de a falvak legtöbbje félig elhagyott. 
A falvak lakossága öregszik és többnyire kis parasztgazdaságokból él meg. A fő termékek a kukorica, rozs, krumpli, búza, olívaolaj, gesztenye és a borszőlő (portói bort termelnek). A gránitkő bányászása és az ásványvízipar szintén jelentős.
A Tras-os-Montes lakói, a "trasmontanók" Portugáliában többek közt szűkszavú beszédükről ismertek, keményen dolgozóknak, vakmerőknek és erős jelleműeknek tartják őket. A falusiak, akiknek karakterét az elzártság formálta (ahogy Padre Fontes, helyi néprajztudós fogalmazta: "Európa csücskének a csücskén"), a kívülről érkezettekkel szemben bizalmatlanok, de ha valakivel összeismerkednek, nagyon vendégszeretőek. Van egy régi portugál mondás: Para lá do Marão mandam os que lá estão ("a Marão másik oldalán lakó emberek a maguk urai").

## Önkormányzatok
A tartományhoz 31 önkormányzat tartozott:
- Vila Real kerület (14 önkormányzat)
  - Alijó
  - Boticas
  - Chaves
  - Mesão Frio
  - Mondim de Basto
  - Montalegre
  - Murça
  - Peso da Régua
  - Ribeira de Pena
  - Sabrosa
  - Santa Marta de Penaguião
  - Valpaços
  - Vila Pouca de Aguiar
  - Vila Real
- Bragança kerület (12 önkormányzat)
  - Alfândega da Fé
  - Bragança
  - Carrazeda de Ansiães
  - Freixo de Espada-à-Cinta
  - Macedo de Cavaleiros
  - Miranda do Douro
  - Mirandela
  - Mogadouro
  - Torre de Moncorvo
  - Vila Flor
  - Vimioso
  - Vinhais
- Viseu kerület egy része (24-ből 4 önkormányzat)
  - Armamar
  - Lamego
  - São João da Pesqueira
  - Tabuaço
- Guarda kerület egy része (14-ből 1 önkormányzat)
  - Vila Nova de Foz Côa

1998-ban népszavazást tartottak arról, hogy az új Európai Uniós felosztásban legyenek-e Portugáliában adminisztratív régiók. Egy ilyen régió lett volna Trás-os-Montes e Alto Douro, plusz a Guarda kerületből Mêda. A részvétel alacsony, kevesebb mint 50%-os volt, de a „nem” győzött, így nem hozták létre az adminisztratív régiókat.

## Külső hivatkozás
- Trás-os-Montes e Alto Douro portálja